# Philippine International 1981
Il Philippine International 1981 è stato un torneo di tennis giocato sulla terra verde (i). È stata la 7ª e ultima edizione del Philippine International facente parte del Volvo Grand Prix 1981. Si è giocato a Manila dal 23 al 29 novembre 1981.

## Campioni

### Singolare
Ramesh Krishnan ha battuto in finale  Ivan Du Pasquier con il punteggio di 6–4 6–4

### Doppio
Mike Bauer /  John Benson hanno battuto in finale  Drew Gitlin /  Jim Gurfein con il punteggio di 6–4, 6–4